# 25384 Partizánske
25384 Partizánske là một tiểu hành tinh vành đai chính với chu kỳ quỹ đạo là 2059.2339798 ngày (5.64 năm).
Nó được phát hiện ngày 18 tháng 10 năm 1999.